# Налог на товары и услуги (Новая Зеландия)
Нало́г на това́ры и услу́ги (англ. Goods and Services Tax, (GST)) — налог на добавленную стоимость в Новой Зеландии.
Налогооблагаемой признаётся деятельность по поставке товаров и услуг другим лицам, осуществляемая на возмездной основе. Не признаются налогооблагаемой деятельностью: финансовые услуги, поставки некоммерческими организациями товаров и услуг в виде материальной помощи, рента от аренды жилой недвижимости, поставки драгоценных металлов.
Налог является косвенным, поэтому в конечном счёте его оплачивают конечные потребители товаров и услуг, и налог включается в стоимость товаров и услуг.
С 1 октября 2010 года ставка налога составляет 15 %. Однако, по некоторым операциям налоговая ставка составляет 0 %. В частности, нулевая ставка применяется к операциям по экспорту товаров, а также определённых видов услуг по продаже действующих предприятий, по экспорту кораблей, самолётов, международным перевозкам пассажиров и груза в Новую Зеландию и из неё, и другим. При этом, каждая операция, облагаемая по нулевой ставке, должна быть отражена в налоговой декларации.

## История
Налог на товары и услуги был введён четвёртым лейбористским правительством Новой Зеландии Дэвида Лонги 1 октября 1986 года со ставкой 10 % на большинство товаров и услуг. Он заменил существующие налоги с продаж для некоторых товаров и услуг. Налог на товары и услуги стал частью монетаристских экономических реформ, начатых лейбористским министром финансов Роджером Дугласом, названных позднее «роджерномика». Вместе с введением налога на товары и услуги были сделаны компенсирующие изменения ставок подоходного налога.
С момента своего появления ставка налога на товары и услуги дважды увеличивалась: 1 июля 1989 года она была установлена в размере 12,5 %, а 1 октября 2010 года она вновь увеличилась до 15 %.

## Применение налога
Налог на товары и услуги (GST) уплачивается с разницы между суммой, полученной от реализации подлежащих налогообложению товаров и услуг и суммой, уплаченной на их приобретение (доходы минус расходы). При наступлении налогового периода производится соотношение соответствующих сумм, и в том случае, если налог на товары и услуги, собранный от реализации, больше уплаченного, оплачивается сумма разницы. В противном случае производится возмещение налога.
Налоговым периодом по налогу на товары и услуги может быть: месяц, два месяца, шесть месяцев. Законодательство Новой Зеландии позволяет налогоплательщику выбирать налоговый период по собственному усмотрению на всё время, пока он будет удовлетворять требованиям, предъявляемым к применению конкретного периода. По умолчанию считается, что применяется двухмесячный налоговый период.
Компании, занимающиеся экспортом товаров и услуг из Новой Зеландии имеют право использования «нулевой ставки» налога на свою продукцию. Теоретически, они могут потребовать возмещения уплаченного налога на товары и услуги, но т.к. потребители за пределами Новой Зеландии налог не платят, то предприятия, реализующие освобождённые от налогообложения товары и услуги, не могут требовать налогового возмещения.
Так как предприятия имеют право требовать возмещения уплаченного GST, то, как правило, GST, включенный в отпускные цены не оказывает для бизнеса такого большого влияния на принятие решений о закупках, как другие вопросы, относящиеся к денежному потоку. Следовательно, оптовики часто указывают оптовые цены без GST, но при продаже должны собрать полную стоимость реализации, включая налог на товары и услуги, и отчитаться перед налоговыми органами (англ. Inland Revenue, IRD).
В рекламе и на ценниках цена всегда должна быть указана с учётом налога на товары и услуги. Исключение может быть сделано только для оптовых предприятий. В противном случае, указание цены без учёта налога на товары и услуги, меньшей, чем с учётом налога, является противозаконным.